# Campionati europei di corsa su strada
I campionati europei di corsa su strada (nome ufficiale in inglese European Running Championships) sono una competizione di corsa su strada con cadenza biennale organizzata dalla European Athletic Association a partire dal 2025.

## Storia
La decisione di creare questa nuova competizione è stata presa alla riunione del Consiglio europeo di atletica leggera del 2023 in Slesia. La funzione del campionato è quella di mettere al centro della scena le corse su strada. In precedenza, il titolo di "campione europeo di maratona" era attribuito a chi vinceva la gara della maratona ai campionati europei di atletica leggera. 
La federazione europea di atletica ha dichiarato che anche se nel 2025 nascerà questo nuovo campionato, l'edizione dei campionati europei di atletica leggera 2024 manterrà comunque la mezza maratona, e quella dei 2026 la maratona. Dall'edizione dei campionati europei di corsa su strada 2027 in poi, i campionati europei non ospiteranno più corse su strada.

## Gare
Le gare svolte in questo campionato sono 3:
- Maratona (42,195 km)
- Mezza maratona (21,097 km)
- 10 chilometri

## Edizioni
| Edizione | Anno | Città               | Nazione | Data           |
| -------- | ---- | ------------------- | ------- | -------------- |
| 1        | 2025 | Bruxelles e Lovanio | Belgio  | 12 - 13 aprile |
| 2        | 2027 | Belgrado            | Serbia  | 17 - 18 aprile |

## Medagliere
| Posiz. | Nazione  | Oro | Argento | Bronzo | Totale |
| ------ | -------- | --- | ------- | ------ | ------ |
| 1      | Francia  | 4   | 1       | 2      | 7      |
| 2      | Italia   | 3   | 1       | 2      | 6      |
| 3      | Spagna   | 2   | 3       | 1      | 6      |
| 4      | Belgio   | 2   | 2       | 3      | 7      |
| 5      | Israele  | 1   | 2       | 2      | 5      |
| 6      | Germania | 0   | 2       | 0      | 2      |
| 7      | Norvegia | 0   | 1       | 0      | 1      |
| 8      | Slovenia | 0   | 0       | 1      | 1      |
| 9      | Turchia  | 0   | 0       | 1      | 1      |
| Totale | Totale   | 12  | 12      | 12     | 27     |